# Harry Alexander Rigby
Harry Alexander Rigby (ur. 2 listopada 1896, zm. 4 listopada 1972) – as lotnictwa australijskiego Royal Australian Air Force z 6 potwierdzonymi  zwycięstwami w I wojnie światowej. 

## Życiorys
Harry Alexander Rigby urodził się w Melbourne w Australii. Zaciągnął się do Armii Australijskiej i w 1916 roku został przyjęty do Royal Flying Corps do jednostki No. 40 Squadron RAF. W jednostce służył krótko w lipcu i sierpniu 1916 roku. Z powodu choroby opuścił dywizjon.
Do czynnej służby w lotnictwie powrócił w lutym 1918 roku, został przydzielony do  No. 1 Squadron RAF. Pierwsze zwycięstwo powietrzne odniósł 13 marca 1918 roku nad  niemieckim samolotem Pfalz D.III w okolicach Wieltje. Ostatnie szóste zwycięstwo 11 maja nad samolotem Albatros D.V w okolicach Bailleul. 17 maja ze względu na stan zdrowia opuścił jednostkę, a wkrótce po tym został odznaczony Military Cross. Po zakończeniu wojny latał jako pilot w lotnictwie cywilnym, 1919 roku zgłosił się do udziału w organizowanych przez rząd australijski zawodach - wyścigu drogą powietrzną z Anglii do Australii w mniej niż 30 dni. Zawody wygrał w grudniu Ross Smith wraz z bratem Keithem, a Rigby wycofał się we wrześniu. W 1926 roku był członkiem Royal Victorian Aero Club.